# (5190) Fry
Pour les articles homonymes, voir Fry.
(5190) Fry est un astéroïde de la ceinture principale.

## Description
(5190) Fry est un astéroïde de la ceinture principale. Il fut découvert le 16 octobre 1990 à Kushiro par Seiji Ueda et Hiroshi Kaneda. Il présente une orbite caractérisée par un demi-grand axe de 3,14 UA, une excentricité de 0,21 et une inclinaison de 14,1° par rapport à l'écliptique.

## Compléments